# Nintendo DS
De Nintendo DS (NDS) is een draagbare spelcomputer van het Japanse bedrijf Nintendo. De spelcomputer is later opgevolgd door de Nintendo DS Lite. Hoewel de Nintendo DS eerder uitkwam dan de Game Boy Micro, kan deze vanwege de gebruikte technologie toch gezien worden als een nieuwere generatie spelcomputer.
De Nintendo DS werd eerst aangekondigd als een aparte productgroep, naast Nintendo's console GameCube en zijn andere (draagbare) spelcomputers, de Game Boy Advance en Game Boy Advance SP. Dit concept brengt Nintendo onder de noemer "three pillars" (drie pilaren). Elk van de hierboven genoemde apparaten behoort onder een eigen pilaar. In februari 2006 werd een vernieuwde versie van de DS uitgebracht, de Nintendo DS Lite. Deze heeft een ander ontwerp dan de originele DS. In 2008 kwam er nog een nieuwe DS op de markt, de Nintendo DSi (zie afbeelding) deze heeft twee camera's, een slot tegen piraterij en geen GBA-sleuf meer. In maart 2010 bracht Nintendo de DSi XL uit, met grotere schermen (25 mm groter dan DSi-schermen) als voornaamste verbetering. In maart 2011 werd de Nintendo 3DS gelanceerd. Belangrijkste noviteit is dat er spellen op kunnen worden gespeeld in 3D.
De Nintendo DS werd in 2012 de best verkochte spelcomputer wereldwijd, en nam de titel over van de PlayStation 2. Er zijn in totaal ruim 159 miljoen exemplaren van de DS verkocht.

## Naam
"DS" staat formeel voor dual screen (vertaling: twee schermen), omdat het apparaat twee schermen heeft. De twee schermen zijn een erfenis van de oudere Game & Watch-serie.
De naam DS staat ook voor Developers System, aldus Nintendo's hoofd marketing Reggie Fils-Aime van Nintendo of America. Deze benaming is gekozen omdat het de diverse ontwerpers aan het denken zou zetten over de mogelijkheden en de uitvoering van games voor het systeem.
De codenaam van de Nintendo DS was "Project Nitro". Dit is te zien aan de modelnummers van het systeem (NTR-001) en de spellen (NTR-XXXX).

## Eigenschappen
De Nintendo DS heeft twee schermen. Het onderste scherm biedt touchscreenmogelijkheden. Verder heeft de DS stereo-geluid, een ingebouwde microfoon, twee schouderknoppen (L en R), vier speelknoppen (X, Y, A en B); een vier-richtings-D-Pad, Start- en Select-knoppen en een Power-knop.
De grafische mogelijkheden van de DS zijn voldoende om de Nintendo 64 voorbij te streven. Dankzij een speciale techniek is het zelfs mogelijk surround sound na te bootsen. Het ontwerp van de Nintendo DS zorgt hierbij dat de simulatie overtuigt.
De Nintendo DS beschikt ook over de mogelijkheid om zich via wifi met andere Nintendo DS-systemen te verbinden. Het systeem wordt vaak gezien als een multiplayer-apparaat, wat ook logisch is door deze speciale functie van de DS. Men kan namelijk tot 10 meter draadloos met andere DS'en verbinden, en via Download-Play kan de speler anderen in de meeste multiplayer-spellen gegevens van het spel laten downloaden op hun DS, zodat men met maximaal 16 spelers op één spelcartridge kan spelen. Nintendo Wi-Fi Connection gaat nog een stap verder en laat de speler toe om met de gehele wereld te spelen. Hierdoor is het bijvoorbeeld mogelijk om met iemand aan de andere kant van de wereld te gamen of high-scores van over de hele wereld te hebben.
Enkele spellen die wifi ondersteunen zijn:
- Animal Crossing: Wild World
- Mario Kart DS
- Tony Hawk: American Sk8land
- Metroid Prime Hunters
- Bleach DS
- 42 Spel Klassiekers
- Pokémon Diamond & Pearl
- Pokémon HeartGold en SoulSilver
- The Legend of Zelda: Phantom Hourglass

Met de Nintendo DS kan men tevens chatten met andere DS-gebruikers, via PictoChat. De DS creëert via een draadloze verbinding een chatroom waarin DS bezitters kunnen praten met elkaar door middel van het toetsenbord op het scherm en een tekst in te tikken of met de stylus tekeningen maken, om deze daarna te verzenden.
Ook een bijzondere eigenschap van de Nintendo DS is het feit dat het twee verschillende cartridge-ingangen heeft. Eén hiervan is voor de spellen die speciaal voor de DS gemaakt zijn (Game Cards) en de andere is voor oudere spellen die voor de Game Boy Advance of Game Boy Advance SP gemaakt zijn. Omdat de oudere spellen maar een beeldscherm gebruiken kan de speler zelf bepalen welk scherm hij hiervoor gebruikt. Het spelen van spellen die voor oudere versies van de Game Boy gemaakt zijn (voor de Game Boy, Game Boy Pocket en Game Boy Color) is op de DS niet meer mogelijk.
Het touchscreen biedt veel verschillende mogelijkheden voor het spelen en kan samen met de microfoon en draadloos spelen, een grote verscheidenheid in originele spellen bieden.

## Technische specificaties
- Processor: ARM946E-S 67 MHz (hoofdsystemen) + ARM7TDMI 33 MHz (subsystemen en compatibiliteit met de Game Boy Advance spellen.)
- Werkgeheugen (RAM): 4 MB
- Videogeheugen (VRAM): 656 kB
- Scherm: 5 cm (diagonaal) met een semi-overbrengend reflecterende kleuren tft-lcd-achtergrondverlichting × 2
- Resolutie: 256 × 192 pixels in 262.144 kleuren
- Onder: ANAROGUTATCHIPANERU transparant scherm met een resistief membraan systeem
- ROM: MEGACHIPPUSU flashgeheugen, vervaardigd volgens eigen normen (128 MB).
- 3D-rendering: 120.000 polygonen/s
- 2D tekening: 30.000.000 punten/s
- Invoer: +6 toetsen (A / B / X / Y / L / R) + START / SELECT-knop touchscreen + Microfoon (spraakinvoer)
- Draadloze functies: IEEE 802.11 (wifi)
- tot 16 DS-eenheden kunnen draadloos met elkaar verbinden
- Wireless LAN access point door te verbinden met een telecommunicatienetwerk
- Batterij: interne lithium-ionbatterij (3,7V / 850mAh), meegeleverde AC-adapter (meegeleverde AC-adapter van de Game Boy Advance SP is ook beschikbaar)
- Geluid: geïntegreerde stereo luidsprekers
- Virtual Surround mogelijk door software
- Formaat: 84,7 x 148,7 x 28.9 mm
- Gewicht: ongeveer 275 g

## Opvolgers
- Nintendo DS Lite
- Nintendo DSi
  - Nintendo DSi XL
- Nintendo 3DS
  - Nintendo 3DS XL
- Nintendo 2DS
- New Nintendo 3DS XL
- New Nintendo 2DS XL